# Mekhi Phifer

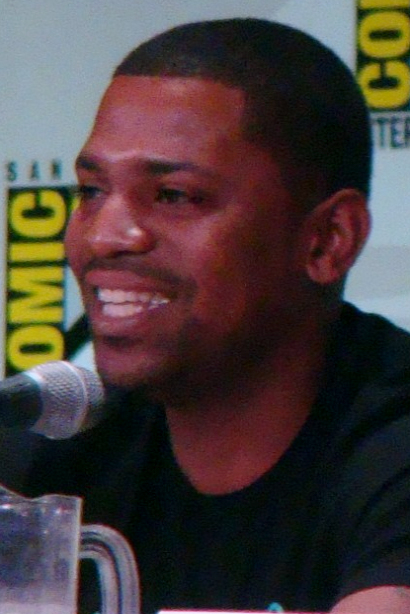
Mekhi Phifer (2011)

Mekhi Phifer (* 29. Dezember 1974 in Harlem, New York) ist ein US-amerikanischer Schauspieler.

## Leben und Karriere
Zwischen 19 und 21 Jahren begann er seine Schauspielkarriere, als er zu einem Casting für den Film „Clockers“ antrat. Hier wurde ihm die Hauptrolle zugesprochen. Er bekam sehr viel Lob von seinen Schauspielkollegen, unter anderem John Turturro, Delroy Lindo und Harvey Keitel.
Er spielte zudem in Musikvideos mit, unter anderem von 50 Cent, Craig Mack, Wu-Tang Clan, En Vogue, Brandy, Keith Sweat und Monica. Nach diversen weiteren (kleinen) Rollen kam dann sein Durchbruch mit der Rolle des „Future“ in 8 Mile, in dem er mit Eminem zusammen spielte.
Von 2002 bis 2008 gehörte Phifer der Hauptbesetzung der US-amerikanischen Fernsehserie Emergency Room – Die Notaufnahme an, in der er den eigenwilligen Dr. Gregory Pratt verkörperte.
Mekhi Phifer war von 1999 bis 2003 in erster Ehe mit der Schauspielerin Malinda Williams verheiratet. Zusammen bekamen sie einen Sohn.
Im März 2013 heiratete Phifer seine langjährige Freundin Reshelet Barnes in Beverly Hills. Im Oktober 2007 wurde ihr gemeinsamer Sohn geboren.
Im April 2014 beantragte Mekhi Phifer Privatinsolvenz. Seine Steuerschulden in Höhe von ca. 1,2 Millionen US-Dollar und weitere 100.000 US-Dollar an Anwaltskosten bzw. ausstehende Unterhaltskosten zwangen Phifer zu diesem Schritt.
2018 wurde er in die Academy of Motion Picture Arts and Sciences berufen, die jährlich die Oscars vergibt.

## Filmografie (Auswahl)
- 1995: Clockers
- 1995: Die Ehre zu fliegen (The Tuskegee Airmen)
- 1996: High School High
- 1997: Hav Plenty
- 1997: Soul Food
- 1998: Hell’s Kitchen – Vorhof zur Hölle (Hell’s Kitchen)
- 1999: Ich weiß noch immer, was du letzten Sommer getan hast (I Still Know What You Did Last Summer)
- 1999: A Lesson Before Dying – Zwischen Leben und Tod
- 2000: Shaft – Noch Fragen? (Shaft)
- 2001: O – Vertrauen, Verführung, Verrat (O)
- 2001: Head Games
- 2001: Impostor
- 2002: The Other Brother
- 2002: Die Straßen Harlems (Paid in Full)
- 2002: 8 Mile
- 2002–2008: Emergency Room – Die Notaufnahme (ER, Fernsehserie, 135 Folgen)
- 2003: Honey
- 2004: Dawn of the Dead
- 2005: Lass es, Larry! (Curb Your Enthusiasm, Fernsehserie, 4 Folgen)
- 2005: Slow Burn – Verführerische Falle (Slow Burn)
- 2006: Puff, Puff, Pass
- 2007: This Christmas
- 2009–2011: Lie to Me (Fernsehserie, 24 Folgen)
- 2011: Torchwood (Fernsehserie, 10 Folgen)
- 2011: Flypaper – Wer überfällt hier wen? (Flypaper)
- 2012: Psych (Fernsehserie, eine Folge)
- 2012: White Collar (Fernsehserie, 2 Folgen)
- 2013: The Suspect
- 2014: House of Lies (Fernsehserie, 5 Folgen)
- 2014: Die Bestimmung – Divergent (Divergent)
- 2015: Die Bestimmung – Insurgent (The Divergent Series: Insurgent)
- 2016: Roots (Fernsehserie)
- 2016: Pandemic – Fear the Dead (Pandemic)
- 2016–2017: Frequency (Fernsehserie, 13 Folgen)
- 2019: Obsession
- 2019–2023: Truth Be Told – Der Wahrheit auf der Spur (Truth Be Told, Fernsehserie, 28 Folgen)
- 2020–2022: Love, Victor (Fernsehserie, 13 Folgen)
- 2024: Lights Out
- 2024: Mrs. Roosevelt und das Wunder von Earl’s Diner (The Supremes at Earl’s All-You-Can-Eat)
- 2024: Long Gone Heroes
- 2024: The Silent Hour